# Bertram Thomas
Bertram Sidney Thomas, född 13 juni 1892 i Pill, Somerset, död 27 december 1950 i Kairo, var en brittisk forskningsresande och författare. Han var den först kända västerlänning som genomkorsade världens största sandöken Rub al-Khali på Arabiska halvön.
Bertram Thomas studerade vid Trinity College i Cambridge och blev filosofie doktor. Han var först statstjänsteman, tjänstgjorde under första världskriget först i Belgien, sedan i Mesopotamien, nuvarande Irak och efter kriget i Transjordanien (Jordanien). Han var finansminister hos sultanen i Muscat och Oman 1925-1932. Under tiden i Oman utforskade han kusten vid Arabiska havet och de närmaste ökenområdena. Tillsammans med beduiner och kameler korsade han 1930/31 Rub al-Khali från Salala i södra Oman till Doha i nuvarande Qatar vid Persiska viken. Han tjänstgjorde senare i Bahrain och var bland annat chef för Middle East Centre for Arab Studies i Palestina 1943-1946 och i Libanon 1947-1948. Han dog i Kairo och begravdes i Somerset i England.

### Webbkällor
- University of Cambridge